# 524 Fidelio
524 Fidelio
524 Fidelio là một tiểu hành tinh lớn ở vành đai chính. Nó được xếp loại tiểu hành tinh kiểu XC, có thành phần cấu tạo vừa bằng kim loại vừa bằng cacbon.
Nó có đường kính 71 km, di chuyển ở quỹ đạo gần trung tâm vành đai tiểu hành tinh. Tiểu hành tinh này do Max Wolf phát hiện ngày 14.3.1904 ở Heidelberg, và được đặt theo tên
biệt danh của Leonora trong vở opera duy nhất Fidelio của Beethoven.